# Юрковский, Сигизмунд Антонович
Сигизмунд Антонович Юрковский (1833 — 7 февраля 1901) — белорусский фотограф, впервые в мире предложивший идею шторно-щелевого затвора.

## Биография
Родился в 1833 году в Могилеве.
Родом из дворянской семьи. Католик.
Учился в Могилёвской мужской гимназии. В 1855 году Сигизмунд Юрковский окончил Гимназию высших наук — лицей князя А. А. Безбородко в городе Нежин Черниговской губернии.
В 1856 году поступил в Санкт-Петербургскую Медико-Хирургическую академию, однако по состоянию здоровья был вынужден её оставить на третий год обучения.
До 1866 года Юрковский находился на казённой службе в родном Могилеве.
24 сентября 1866 года Сигизмунд Юрковский направил на имя губернатора Витебска прошение о разрешении «открыть фотографическое заведение». В 1867 году в городе было открыто фотоателье на улице Замковой, которое просуществовало 38 лет.
Дружил с художником И. Е. Репиным.
Всего фотограф отснял десятки тысяч фотографий. До наших дней сохранилось около 80. Самая большая коллекция из 27 снимков, с видами Витебска, портретами и визитками, ныне хранится в Витебском краеведческом музее.
С конца 1870-х — начала 1880-х годов по заказу властей стал делать портреты арестантов.
Вскоре после учреждения при Императорском Русском Техническом обществе в 1878 году пятого отдела (фотографии и её применения), Сигизмунда Юрковского избирают членом этого отдела 5 ноября 1882 года.
С 1880 года Пятый отдел ИРТО стал издавать журнал «Фотограф». Юрковский стал одним из активных авторов журнала.
В 1882 году изобрёл мгновенный фотографический затвор, а в 1883 году — шторно-щелевой затвор, ставший прототипом затворов современных фотоаппаратов. Описание изобретения были опубликованы в журнале «Фотограф» (№ 4 за 1883 год) и демонстрировались на Московском съезде фотографов.
Промышленное производство фотоаппаратов с таким затвором в 1890 году было начато за рубежом английской фирмой «Thornton-Pickard».
Вячеслав Измайлович Срезневский (1849—1937), учредитель фотографического отдела Русского технического общества и редактор журнала «Фотограф», вспоминал:
Шторный затвор, к которому мы так привыкли, как к заграничному патентованному изобретению, был в действительности изобретен русским С. Юрковским и описан им в журнале «Фотограф» в 1883 году, причем Юрковский не взял за это свое изобретение привилегии, но представил его описание для всех желающих. Этим воспользовались иностранцы, и теперь шторные затворы у нас являются заграничным изделием и изобретением.
С. А. Юрковский — автор публикаций о свойствах фотоматериалов, применении фотографии в криминалистике. Избирался членом городской думы, состоял во многих общественных организациях.
Умер в ночь на 7 февраля 1901 года в Ковно (ныне Каунас, Литва). Тело было перевезено в Витебск и захоронено на кладбище при костёле святой Варвары.

## Награды
- Темно-бронзовая медаль на андреевской ленте в память войны 1853-1856 годов[2];
- Бронзовая медаль фотографической выставки в Петербурге 1891 года за «моментально снятые портреты»;
- Бронзовая медаль 5-й фотографической выставки Императорского Русского технического общества 1898 года за стереоскопические фотоснимки.

## Память
- С 2016 года в Витебске проводится ежегодный Международный фотофестиваль «ФотоКрок» имени Сигизмунда Юрковского[3]
- В Витебске открылся Музей фотографии имени Сигизмунда Юрковского[4]